# Mariefors kyrka
Mariefors kyrka är en träkyrka i orten Mariefors i Tusby.

## Kyrkobyggnaden
Kyrkan uppfördes som brukskyrka år 1800 och ägdes av Mariefors bruk fram till 1967 då den köptes av Tusby församling. Tre renoveringar har genomförts där den senaste ägde rum 1989–1990.
Kyrkan är en långhuskyrka med mansardtak och rymmer cirka 200 personer. 
Kyrkan fick sin första orgel år 1930. Nuvarande orgel från 2005 är byggd av Paschen Kiel Orgelbau GmbH. Orgeln har 17 register.